# Dmitrij Picyna
Dmitrij Ludwigowicz Picyna (ros. Дмитрий Людвигович Пицина, ur. 1927 we wsi Zwiniacze obecnie w rejonie horochowskim na Wołyniu) – kombajnista sowchozu w obwodzie kustanajskim, przodownik pracy, Bohater Pracy Socjalistycznej (1973).

## Życiorys
Urodził się w polskiej rodzinie chłopskiej. Po ukończeniu szkoły traktorzystów w 1946 został traktorzystą gospodarstwa przemysłu leśnego, w 1948 stacji ochrony lasu w Łebedynie, a w 1952 brygadzistą brygady traktorzystów Stacji Maszynowo-Traktorowej w Cumaniu w obwodzie wołyńskim. W 1956 został skierowany do Kazachstanu w celu zagospodarowania dziewiczych ziem jako kombajnista sowchozu w rejonie urickim w obwodzie kustanajskim. Wiosną 1973 zasiał 1020 hektarów, a jesienią wymłócił rekordową ilość 13 323 cetnarów zboża, wykonując 502% normy.

## Odznaczenia
- Medal Sierp i Młot Bohatera Pracy Socjalistycznej (10 grudnia 1973)
- Order Lenina (trzykrotnie, 19 kwietnia 1967, 13 grudnia 1972 i 10 grudnia 1973)
- Order Czerwonego Sztandaru Pracy (3 marca 1980)

I medale.